# Diyâ’ al-Dîn Muhammad
Ala al-Din Ali (persa: علاء الدین دراست), también conocido como Zia al-Din (ضیاء الدین), fue el último sultán de la dinastía gúrida de 1214 a 1215. Fue primo y sucesor de ‘Alâ’ al-Dîn Atsiz.

## Biografía
Ala al-Din Atsiz era el hijo Shuja al-Din Muhammad y una princesa conocida como Malek-ye Hajji. Durante sus primeros años, Ala al-Din Ali fue nombrado gobernador de Jorasán en ca. 1199/1200 por su primo Ghiyâth al-Dîn Muhammad. Ghiyath murió más tarde en 1202, y fue sucedido por su hermano Mu'izz al-Din Muhammad, que pronto nombró a Ala al-Din Ali como el gobernador de Ghor, Gharchistan y Zamindawar. Ala al-Din Ali dirigió una campaña contra los ismaelitas en Kuhistán.
Después de la muerte de Mu'izz al-Din Muhammad en 1206, Ala al-Din Ali fue despojado de su cargo por el nuevo sultán Ghiyâth al-Dîn Mahmâd, que lo encarceló en una fortaleza en Gharchistán. Ala al-Din Ali, sin embargo, fue luego liberado por el ghulam Tajuddin Yildoz, quien lo coronó como el Sultán de la dinastía gúrida. Después de un año, Tajuddin Yildoz fue obligado a entregar Firuzkuh a la dinastía Jorezmita, y Ala al-Din Ali fue capturado por un ejército corasmio y llevado a Corasmia, donde vivió en un exilio honorable. Ala al-Din Ali murió unos años después.